# Quaranta giorni di libertà
Quaranta giorni di libertà - Pagine di diario della Repubblica dell'Ossola è uno sceneggiato televisivo in 3 puntate, scritto da Luciano Codignola e diretto da Leandro Castellani, e trasmesso per la prima volta dalla Rai nel 1974.

## Trama
La miniserie racconta le vicende della Repubblica partigiana dell'Ossola, nel periodo settembre-ottobre 1944, durante la Seconda guerra mondiale.

## Produzione
Lo sceneggiato è stato girato in Val d'Ossola, negli stessi luoghi delle vicende storiche. Sceneggiatore e regista si sono  avvalsi della collaborazione dei protagonisti, ringraziati anche nei titoli di coda.

Il 24 novembre 1974 è stato proiettato in anteprima a Domodossola.   

## Tema musicale
La colonna sonora e il brano dei titoli, Verde, sono di Guido e Maurizio De Angelis.
La canzone Quaranta giorni di libertà, di Giorgio Bertero e Gianni Guarnieri, è interpretata da Anna Identici (Ariston, AR/0650, 7", 1974).